# Saint-Bonnet-de-Four
Saint-Bonnet-de-Four település Franciaországban, Allier megyében. Lakosainak száma 223 fő (2022. január 1.). Saint-Bonnet-de-Four Beaune-d’Allier, Bézenet, Blomard, Louroux-de-Beaune, Montmarault, Saint-Priest-en-Murat és Sazeret községekkel határos.

## Népesség
A település népessége az elmúlt években az alábbi módon változott:
| Lakosok száma | 299  | 228  | 227  | 198  | 208  | 208  | 212  | 215  | 215  | 223  |
|               | 1968 | 1982 | 1990 | 2006 | 2013 | 2015 | 2017 | 2019 | 2020 | 2022 |